# Dioctria variabilis
Dioctria variabilis är en tvåvingeart som beskrevs av Pavel Lehr 1965. Dioctria variabilis ingår i släktet Dioctria och familjen rovflugor. Inga underarter finns listade i Catalogue of Life.